# Wales i Junior Eurovision Song Contest
Wales debuterade i Junior Eurovision Song Contest 2018 och har till och med 2019 deltagit 2 gånger. Wales planerade först att debutera 10 år tidigare men drog sig ur.
Landet hade dessförinnan deltagit som en del av Storbritannien mellan 2003 och 2005.
Landet drog sig ur tävlingen år 2020, med anledning av covid-19.
När Storbritannien återvände till tävlingen 2022, gjorde det att Wales inte kommer kunna delta som ett eget land.

## Deltagare
| År                     | Artist   | Bidrag        | Översättning  | Placering | Poäng |
| 2018                   | Manw     | Perta         | Den vackraste | 20        | 29    |
| 2019                   | Erin Mai | Calon yn Curo | Hjärtslag     | 18        | 35    |
| Deltar inte sedan 2020 |          |               |               |           |       |